# НЕМО (музей)
НЕМО (NEMO) — найбільший науковий музей Нідерландів, побудований за проектом Ренцо П'яно. Розташований в Амстердамі праворуч від Центрального вокзалу і Музею судоноплавства.

## Історія
НЕМО виник на базі Музею праці, який в 1950—1960-ті роки називався Голландським інститутом індустрії й технологій. У кінці 1980-х років виникла ідея освітнього музею, який міг би збудити інтерес до науки і технологій з самого раннього віку. Через 6 років, влітку 1997 року, музей під назвою «Новий Метрополь» (New Metropolis) був відкритий, за участю королеви Нідерландів Беатрікс. Через два роки музей зазнав фінансових труднощів і навіть пройшов процедуру банкрутства. Тоді відбулася реорганізація і музей став іменуватися Національним центром науки і технологій.

## Експонати
Більшість експонатів музею було зроблено його співробітниками з підручних матеріалів і призначено для того, щоб з ними бавилися діти й дорослі. У музеї існує НЕМО-театр, в якому проводяться виставки, презентації, публічні лекції.

## Будівля музею
За задумом Ренцо П'яно, всередині музею можна побачити вентиляційні труби, сталеві перекриття та інші функціональні деталі будівлі.
Зі ступінчастого даху музею, на який можна вийти через четвертий поверх музею, відкривається вид на старе місто. Це єдине високо розташоване місце в Амстердамі, з якого відкривається така панорама.
Сама будівля не завжди була зеленою; мідна обшивка покривалася патиною поступово, з 1997 року.